# Planejamento de informação
Planejamento de informação (português brasileiro) ou planeamento de informação  (português europeu) é um processo dinâmico e interativo para determinação de objetivos, políticas e estratégias (atuais e futuras) das funções organizacionais e dos procedimentos das organizações/unidades de informação.
É elaborado por meio de técnicas administrativas de análise do ambiente (interno e externo), das ameaças e oportunidades, dos seus pontos fortes e fracos, que possibilita aos gestores estabelecer um rumo para as instituições, buscando um certo nível de otimização no relacionamento entre a organização e o meio ambiente que a cerca, formalizado para produzir e articular resultados, na forma de integração sinérgica de decisões e ações organizacionais.

Aos poucos descaracterizam-se nas empresas as funções do Centro de Informações, mais conhecido pela sigla CI. Os especialistas em microinformática passaram a trabalhar para os denominados “clientes internos”, desenvolvendo projetos de sistemas de treinamento em microinformática, com recursos mais inteligentes, que tornam o administrador um usuário competente. Ele passa a saber melhor o que necessita e assim planeja melhor a obtenção e o uso da informação.
O administrador hoje deve ter uma visão sistêmica tanto nas questões de globalização do mercado em que sua empresa atua, quanto ver as estruturas formal e funcional e compreender  a importância da concepção de sistemas de gestão integrados.
O planejamento da informação toma outro rumo quando se integra ao planejamento global da empresa.
Assim, o administrador passa a assumir a responsabilidade sobre a elaboração do Plano Diretor de Informática (PDI) da empresa, como parte específica de seu plano diretor global.